# 獄門島一家
獄門島一家（ごくもんとういっか）は、2013年にアヴちゃん、長岡亮介、KenKen、中村達也の4人によって結成されたスペシャルプロジェクトのバンドである。

## メンバー
- 長女（ボーカル）
女王蜂のボーカル担当、アヴちゃん（薔薇園アヴ）。
- 長男（ギター）
ペトロールズのボーカル・ギターで東京事変のギタリスト・長岡亮介。
- 次男（ベース）
RIZEのベーシスト・KenKen。
- ゴッドファーザー（ドラムス）
LOSALIOS、MANNISH BOYS、ex.BLANKEY JET CITYのドラマー・中村達也

## 来歴
2013年8月17日、ロックフェスティバル「RISING SUN ROCK FESTIVAL 2013 in EZO」のEARTH TENTに出演。10月4日に東京都内のLIQUIDROOMで初の単独ライブを行う。
2015年7月17日、約1年半ぶりにLIQUIDROOMで単独公演を開催、11月3日には横浜Bay hall、4日は京都磔磔で追加公演も行われた。

## ディスコグラフィ

### シングル
- 「金星 / 死亡遊戯」[注 1]（2016年5月11日）

### その他
- 音源付き雑誌『実録！獄門島一家』[注 2]（2015年11月3日、4日）